# Apomys sacobianus
Apomys sacobianus är en däggdjursart som beskrevs av Johnson 1962. Apomys sacobianus ingår i släktet Apomys och familjen råttdjur. IUCN kategoriserar arten globalt som otillräckligt studerad. Inga underarter finns listade.
Denna gnagare förekommer i centrala delen av ön Luzon i norra Filippinerna. Hittills är bara den individ känd som användes för artens beskrivning (holotyp). Den hittades i en skog.
Arten blir med svans 277 till 315 mm lång, svanslängden är 132 till 153 mm och vikten varierar mellan 79 och 105 g. Apomys sacobianus har 35 till 40 mm långa bakfötter och 21 till 25 mm långa öron. Djuret liknar en vanlig husmus i utseende med gråbrun päls på ovansidan och ljusgrå till vitaktig päls på undersidan. Likaså är svansen uppdelad i en mörk övre del och en vitaktig nedre del. Artens svans är smalare och längre jämförd med svansen från andra släktmedlemmar som lever i samma region.
Individerna går vanligen på marken och de klättrar sällan i växternas låga delar men inte längre upp än 1 meter. Infångade individer matades framgångsrik med daggmaskar och majs. Honor har två par spenar och hos dräktiga honor registrerades två embryo.